# Maestrazgo (Teruel)
El Maestrazgo es una comarca aragonesa (España) situada en el este de la provincia de Teruel. Su capital es Cantavieja.

## Etimología
El nombre de Maestrazgo deriva del término maestre, ya que estos territorios se encontraban bajo la jurisdicción del Gran Maestre de las órdenes militares del Temple, San Juan y Montesa.

## Pueblos
La comarca engloba las poblaciones de Allepuz, Bordón, Cantavieja, Cañada de Benatanduz, Castellote (que incluye los términos de Cuevas de Cañart, Seno, Abenfigo, Ladruñán con los barrios de La Algecira y El Crespol, Dos Torres de Mercader, Luco de Bordón, Las Planas de Castellote, Los Alagones y la masada del Mas de Ricol), La Cuba, Fortanete, La Iglesuela del Cid, Mirambel, Miravete de la Sierra, Molinos, Pitarque, Tronchón, Villarluengo y Villarroya de los Pinares.

## Geografía
Limita al norte con el Bajo Aragón, al oeste con Andorra-Sierra de Arcos, Cuencas Mineras y la Comunidad de Teruel, al sur con Gúdar-Javalambre y al este con la provincia de Castellón. El norte de la comarca se puede considerar parte del Bajo Aragón Histórico.
Parte de su territorio está ocupado por el Monumento natural de las Grutas de Cristal de Molinos, el Monumento natural del Nacimiento del Río Pitarque, el Monumento natural de los Órganos de Montoro y el Monumento natural del Puente de Fonseca.

### Grutas de Cristal de Molinos

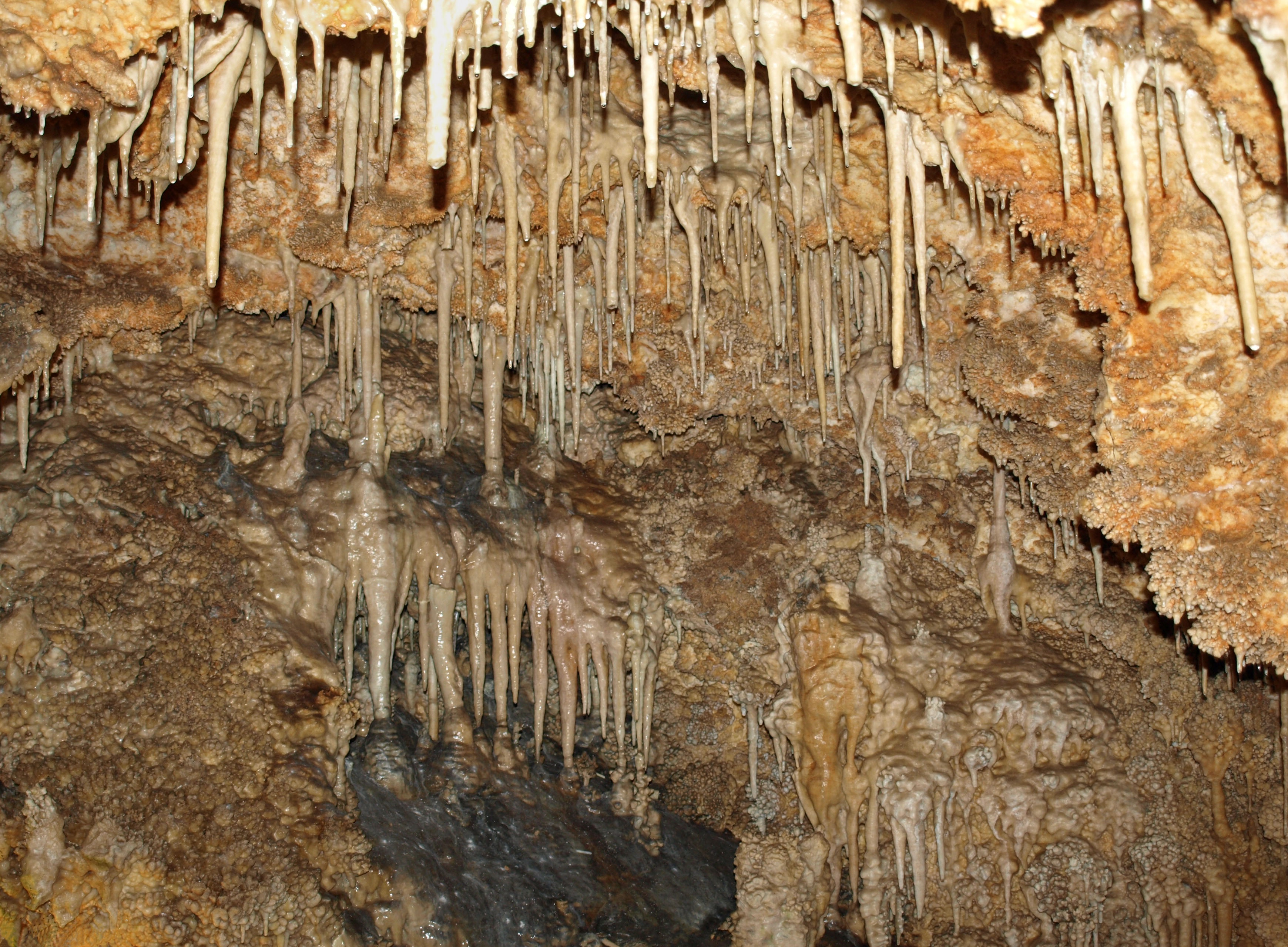
El techo de una de las grutas.

Las Grutas de Cristal son unas formaciones geológicas situadas en el término municipal de Molinos, comarca del Maestrazgo, provincia de Teruel.
Tiene una extensión de 126 ha y su altitud oscila entre los 640 y 1100 m s. n. m.
Fueron declaradas monumento natural el 19 de septiembre de 2006.
Es también LIC y ZEPA.

### Nacimiento del río Pitarque
Se localiza en el municipio de Pitarque, comarca del Maestrazgo, provincia de Teruel.
Tiene una superficie de 114 ha en los alrededores del nacimiento del río Pitarque. La altitud en el monumento natural oscila entre los 1010 y los 1450 m s. n. m. Fue declarado como tal el 15 de diciembre de 2009.
Es también LIC y ZEPA.

### Órganos de Montoro

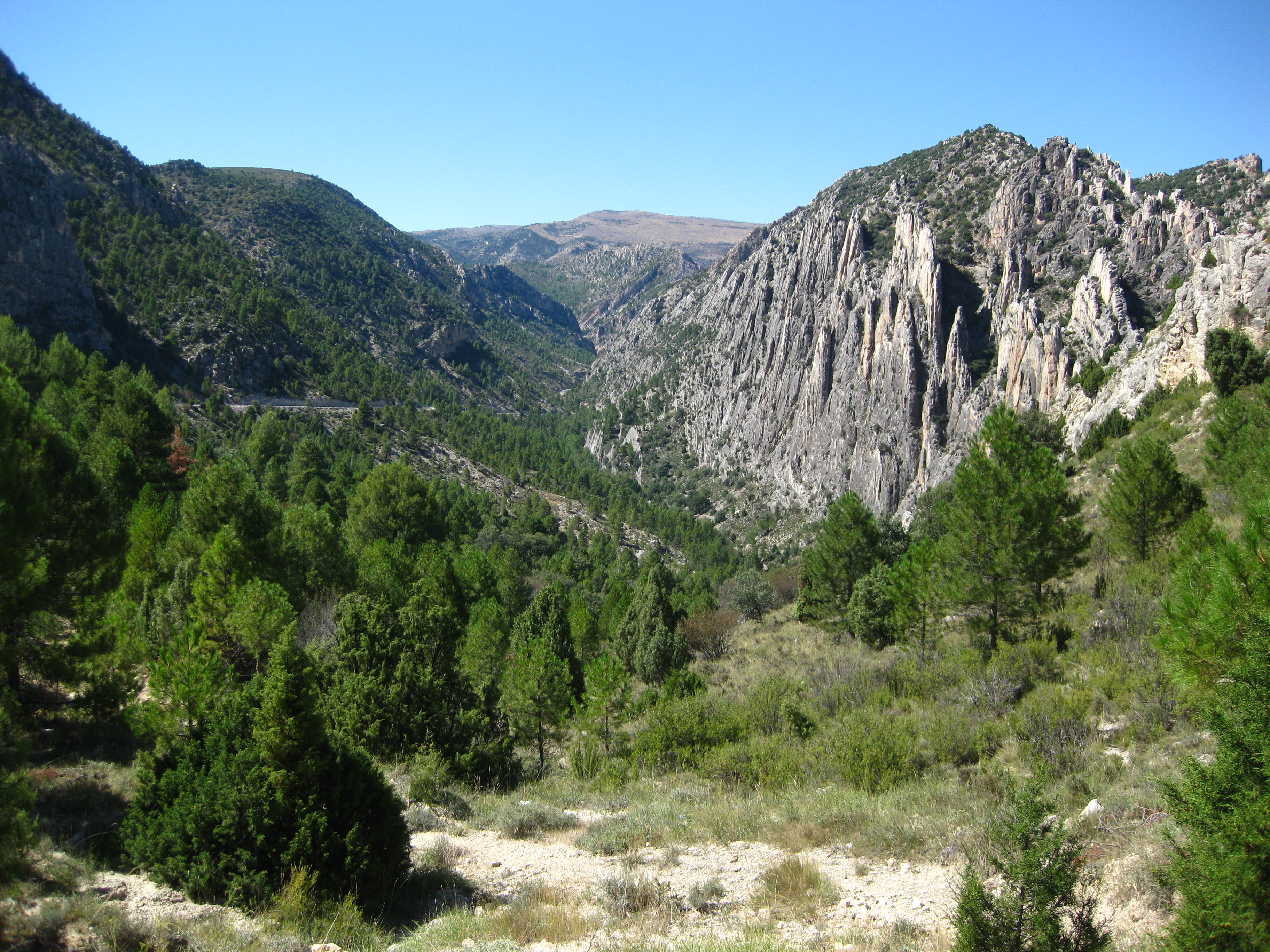
Los órganos de Montoro.

Se localiza entre los términos municipales de Villarluengo y Ejulve, comarcas de Maestrazgo y Andorra-Sierra de Arcos, provincia de Teruel.
Tiene una superficie de 187,60 ha. La altitud oscila entre 800 m s. n. m. en el río Guadalope y 1 183 en la peña de los Órganos.
El monumento natural fue declarado como tal el 19 de octubre de 2010.
Es también LIC y ZEPA.

### Puente de Fonseca
Se localiza en el municipio de Castellote, comarca del Maestrazgo, provincia de Teruel.
Tiene una superficie de 249 ha. La altitud oscila entre 640 m s. n. m. y 1100.
El monumento natural fue declarado como tal el 19 de septiembre de 2006.
El entorno aún sigue recuperándose del incendio en el año 1994.
Es también LIC y ZEPA.

## Historia
Los pueblos del Maestrazgo pertenecieron en su mayoría a la Orden del Temple y, tras su disolución pasaron a los Hospitalarios. Así, Cantavieja, Fortanete, Mirambel, Villarluengo y otros lugares conservan cascos históricos medievales, recintos amurallados o restos de castillo que demuestran el carácter defensivo y fronterizo que tuvieron estas tierras. En otros pueblos como Cañada de Benatanduz solo quedan las ruinas medievales.
El general Ramón Cabrera y Griñó actuó en la zona durante la Primera Guerra Carlista (1833 - 1840). Sus pasos llevaron a algunos escritores del siglo XIX a colocar la trama de sus relatos en el Maestrazgo, entre los que destaca Benito Pérez Galdós.

### La comarca como institución
La ley de creación de la comarca es la 8/2002 del 3 de mayo de 2002. Se constituyó el 13 de junio de 2002. Las competencias le fueron traspasadas el 1 de octubre de 2002.

## Hitos naturales
De entre los espacios naturales de gran valor paisajístico que tiene la comarca, destacar los cuatro Monumentos Naturales: Nacimiento del río Pitarque, los Órganos de Montoro, las Grutas de Cristal en Molinos y el Puente Natural de Fonseca, así como los Cañones del Guadalope.

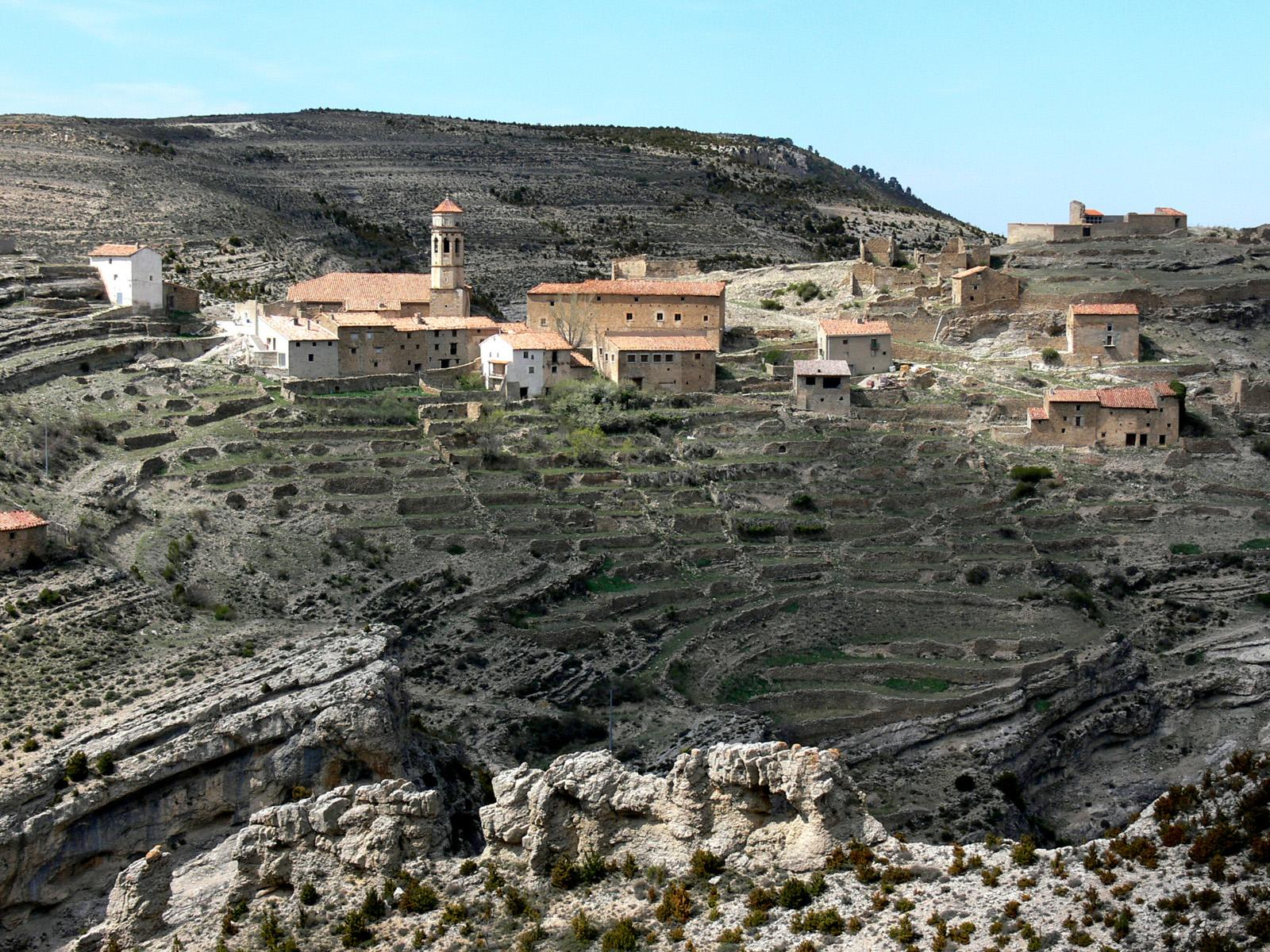
Pueblo de Cañada de Benatanduz.

## Territorio y Población

### Municipios
| Municipio                 | Extensión (km²) | % del total | Habitantes (2020) | % del total | Densidad (hab/km²) | Altitud (metros) | Distancia a/desde Cantavieja (km) | Pedanías |
| ------------------------- | --------------- | ----------- | ----------------- | ----------- | ------------------ | ---------------- | --------------------------------- | --- |
| Allepuz                   | 67,26           | 5,58        | 124               | 3,61        | 1,84               | 1.395            | 44,80                             | |
| Bordón                    | 29,98           | 2,49        | 105               | 3,64        | 3,50               | 828              | 32,50                             | |
| Cantavieja                | 124,56          | 10,34       | 729               | 19,46       | 5,85               | 1.200            | --                                | Casas de San Juan, Solana, Umbría, Vega.                                                                                                  |
| Cañada de Benatanduz      | 34,89           | 2,90        | 33                | 1,34        | 0,94               | 1.422            | 17,70                             | |
| Castellote                | 235,18          | 19,53       | 676               | 21,93       | 2,87               | 774              | 50,80                             | Abenfigo, Crespol, Cuevas de Cañart, Dos Torres de Mercader, La Algecira, Ladruñán, Las Planas, Los Alagones, Luco de Bordón, Torremocha. |
| Fortanete                 | 168,21          | 13,97       | 202               | 5,57        | 1,20               | 1.353            | 18,40                             | |
| La Cuba                   | 6,51            | 0,54        | 43                | 1,69        | 6,60               | 882              | 23,50                             | |
| La Iglesuela del Cid      | 40,29           | 3,35        | 402               | 13,15       | 9,97               | 1.227            | 11,40                             | |
| Mirambel                  | 45,47           | 3,78        | 116               | 3,51        | 2,55               | 993              | 15,00                             | |
| Miravete de la Sierra     | 36,51           | 3,03        | 38                | 1,26        | 1,04               | 1.212            | 42,70                             | |
| Molinos                   | 79,61           | 6,61        | 222               | 8,46        | 2,78               | 838              | 66,10                             | |
| Pitarque                  | 54,35           | 4,51        | 68                | 3,05        | 1,25               | 1001             | 37,30                             | |
| Tronchón                  | 57,18           | 4,75        | 68                | 2,70        | 1,18               | 1.137            | 30,10                             | |
| Villarluengo              | 157,89          | 13,11       | 171               | 5,46        | 1,08               | 1.119            | 28,70                             | Montoro de Mezquita. |
| Villarroya de los Pinares | 66,41           | 5,51        | 161               | 5,19        | 2,42               | 1.337            | 36,30                             | |
| Total                     | 1.204,30        |             | 3.158             |             | 2,62               |                  |                                   | |

### Evolución demográfica
| Gráfica de evolución demográfica de Maestrazgo entre 1842 y 2019                       |
|                                                                                        |
| Fuente Instituto Nacional de Estadística de España - Elaboración gráfica por Wikipedia |

## Política
| Cargo          | Nombre                           | Ayuntamiento                          | Partido Político |  |
| -------------- | -------------------------------- | ------------------------------------- | ---------------- |  |
| Presidente     | Roberto Rabaza Grau              | Alcalde de Tronchón                   | PAR              |  |
| Vicepresidente | Ricardo Altabás Tena             | Alcalde de Cantavieja                 | PP               |  |
| Consejero      | Marta Monforte Buj               | Concejal de Cantavieja                | PP               |  |
| Consejero      | Juan Ramón Tena Balfagón         | Alcalde de Villarluengo               | PAR              |  |
| Consejero      | Diego Villarroya Vicente         | Alcalde de Villarroya de Los Pinares  | PAR              |  |
| Consejero      | Ramón Millán Piquer              | Alcalde de Castellote                 | PAR              |  |
| Consejero      | Fernando Safont Alcón            | Alcalde de La Iglesuela del Cid       | PSOE             |  |
| Consejero      | Sergio Monforte Tena             | Concejal de Mirambel                  | PSOE             |  |
| Consejero      | Ángel Aznar Corbatón             | Concejal de Castellote                | PAR              |  |
| Consejero      | Javier Mateo Pascual             | Alcalde de Molinos                    | PP               |  |
| Consejero      | Lidia Sorribas Rabaza            | Concejal de Cantavieja                | PSOE             |  |
| Consejero      | David Falcó Mampel               | Alcalde de Bordón                     | PP               |  |
| Consejero      | Ángel Zaera Fandos               | Concejal de Fortanete                 | PSOE             |  |
| Consejero      | Iván Ernesto Martínez Villarroya | Concejal de Villarroya de los Pinares | PP               |  |
| Consejero      | Félix Marín Andrés               | Alcalde de La Cuba                    | PSOE             |  |
| Consejero      | María Antonia Alcón Querol       | Concejal de La Iglesuela del Cid      | PP               |  |
| Consejero      | Sixto Buj Ferrero                | Concejal de Villarluengo              | PSOE             |  |
| Consejero      | Ana Mª Sales Monserrate          | Concejal de Cantavieja                | PSOE             |  |
| Consejero      | Raquel Benedí Becerra            | Concejal de Castellote                | CeP              |  |

| Elecciones Autonómicas 2019 |       |         |
| Partido                     | Votos | % Votos |
| PSOE                        | 623   | 30,42 % |
| PP                          | 472   | 23,05 % |
| PAR                         | 308   | 15,04 % |
| CS                          | 213   | 10,4 %  |
| CHA                         | 150   | 7,32%   |
| PODEMOS-EQUO                | 110   | 5,37 %  |
| VOX                         | 87    | 4,25 %  |
| IU                          | 41    | 2 %     |
| PACMA                       | 6     | 0,29 %  |
| F.I.A.                      | 4     | 0,2 %   |
| MAS                         | 1     | 0,05 %  |
| PAÑ                         | 1     | 0,05 %  |
| Total                       | 2.062 | 100%    |